# Kunigundenruh

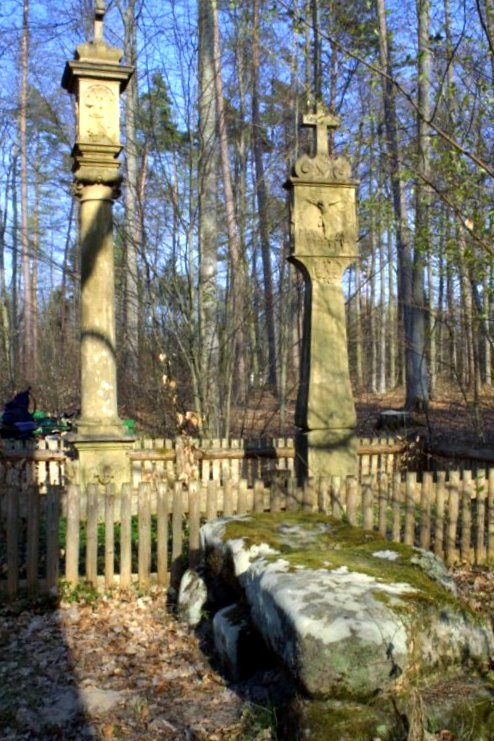
Kunigundenruh

Kunigundenruh ist eine Ansammlung von zwei Martern und einem Ruhestein, einem Ausflugslokal (ehemaliges Forsthaus, gebaut 1884) und einem Schützenhaus im Hauptsmoorwald östlich der Stadt Bamberg. Die Einöde ist ein Gemeindeteil der Gemeinde Litzendorf im oberfränkischen Landkreis Bamberg.

## Geschichte
Der Ortsname erinnert an die heiliggesprochene Kaiserin Kunigunde von Luxemburg. Der Legende zufolge war sie einst außerhalb der Stadt mit ihrem Mann, dem ebenfalls heiliggesprochenen Kaiser Heinrich II., auf der Jagd unterwegs. Von weitem konnten sie noch die Glocken des Bamberger Domes hören. Die Glocke der Kunigunde klang so schön, dass Kaiser Heinrich vor Neid seinen Ring vom Finger zog, ihn fünf Kilometer weit auf die Glocke seiner Gemahlin schleuderte, und dabei ein rundes Stück von der Glocke herausbrach. Seither klingt sie etwas melancholisch. Verbreiterter ist die Legende, dass es Kunigunde war, die ihren Ehering warf, der ein rundes Loch in die Glocke schlug und so deren Klang dämpfte.
Einer anderen Legende nach ließ Kaiserin Kunigunde ein Tüchlein im Wind fliegen. Dort, wo es landete, entstand der spätere Ort Kunigundenruh.

## Geographie
Der Gemeindeteil Kunigundenruh hat eine Fläche von knapp einem Hektar und ist umgeben von dem gemeindefreien Gebiet Hauptsmoorwald. In der Einöde, mitten im Wald in der Nähe der Bundesautobahn 73 und südlich der Staatsstraße 2281 befinden sich ein Ausflugslokal und ein Schützenhaus. In Kunigundenruh leben nur zwei Personen.
An Kunigundenruh verläuft der Fränkische Marienweg vorbei.

## Bildergalerie

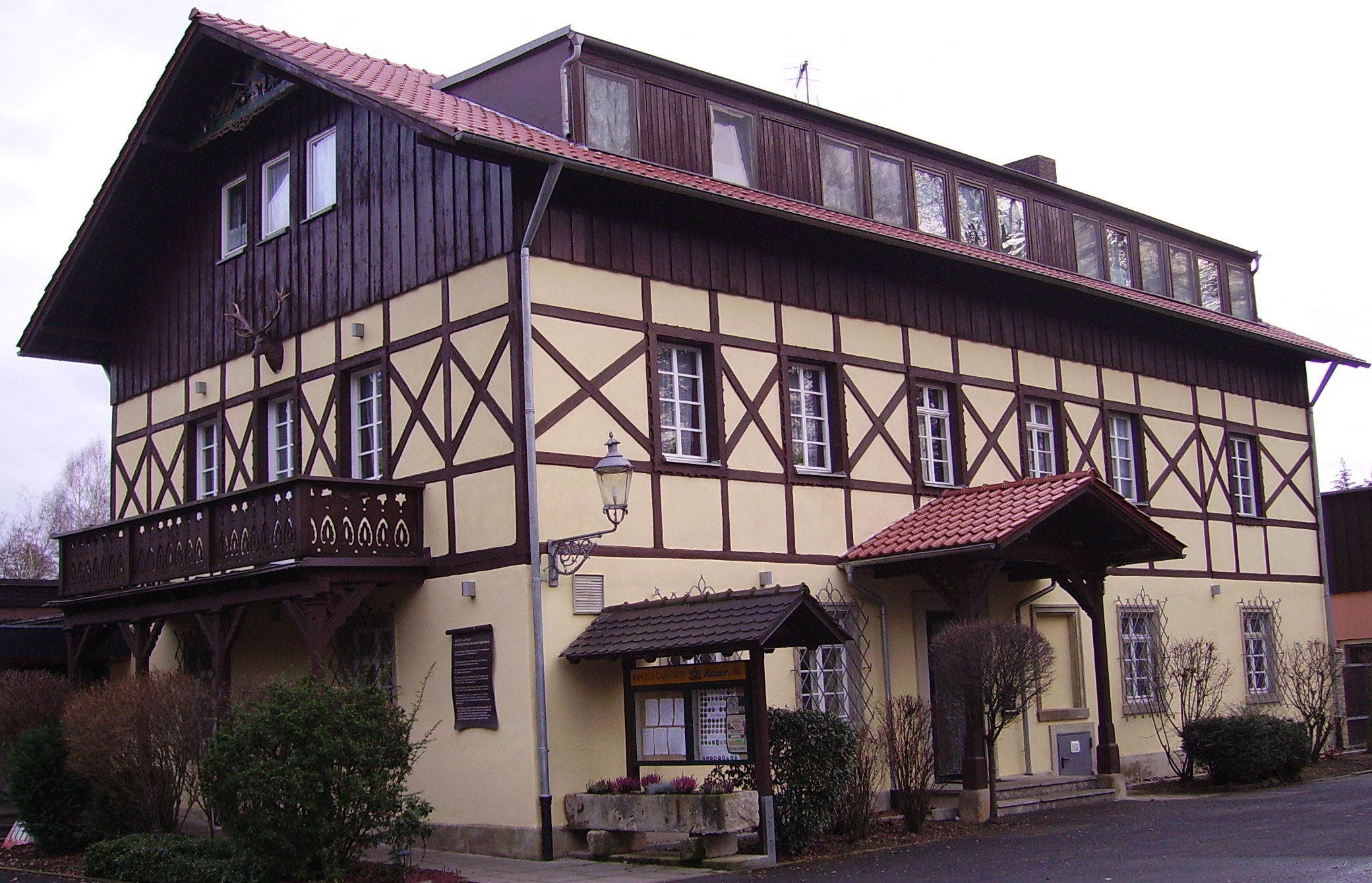
Ausflugslokal
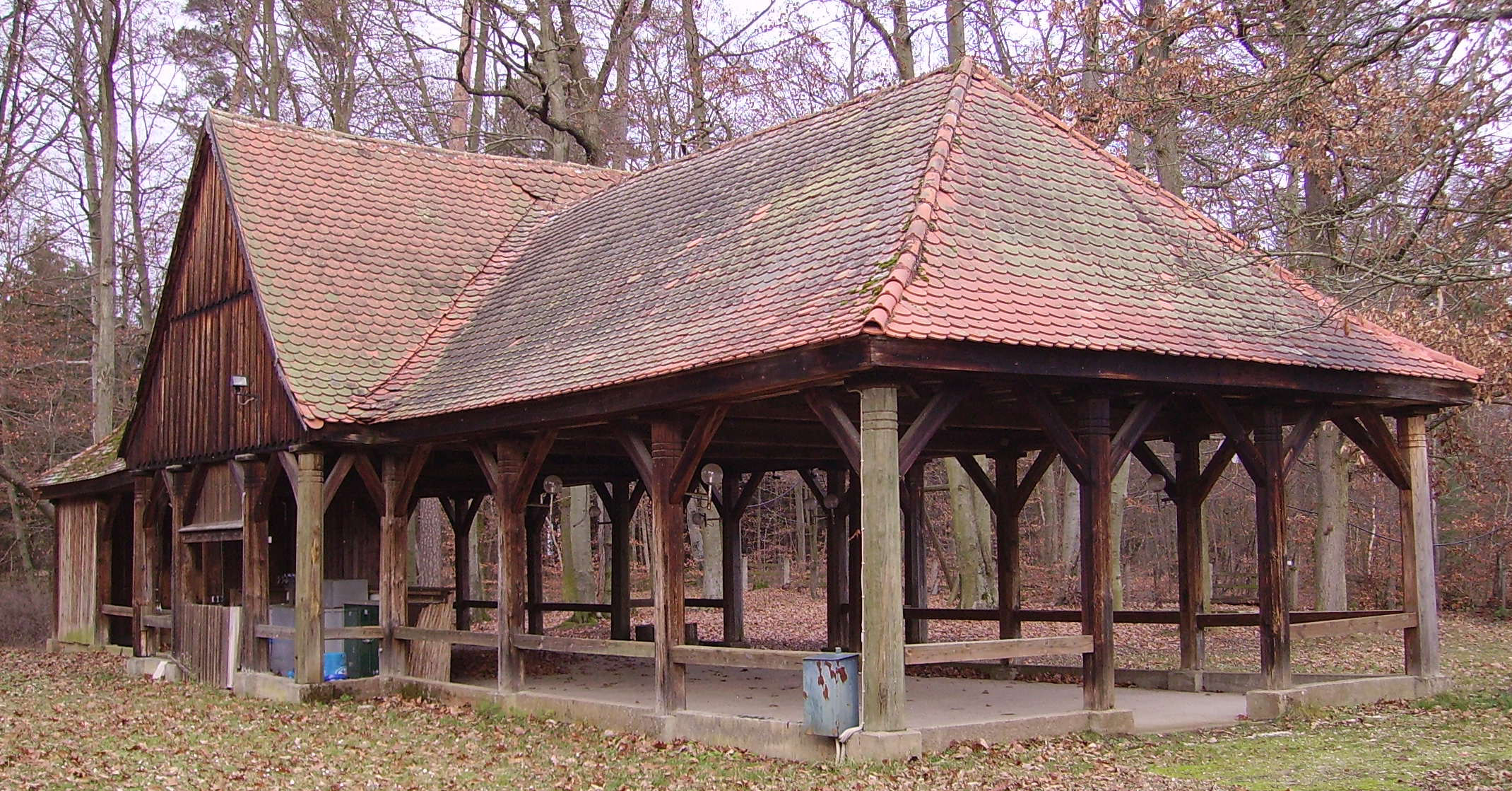
Ausflugslokal
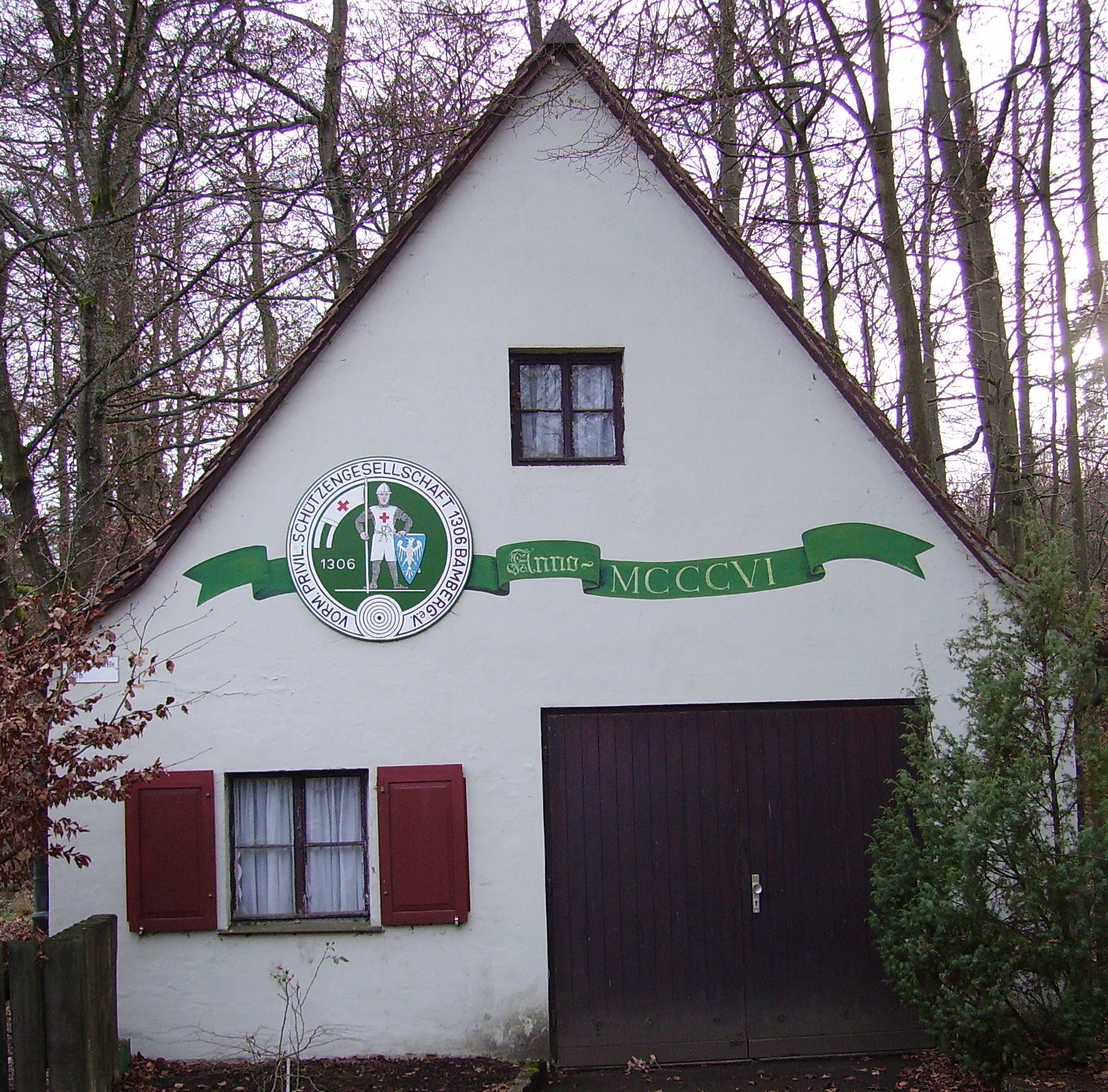
Schützenhaus